# Trällernde Erinnerung
Trällernde Erinnerung ist ein Kammermusikstück von Eres Holz. Die Uraufführung fand am 1. Juni 2010 am Felicja Blumental Music Center in Tel Aviv-Jaffa statt.

## Das Projekt
Die Berliner Komponistenvereinigung Klangnetz e. V. organisierte ein Austauschprojekt zwischen jungen israelischen und Berliner Komponisten, das im Juni 2010 mit Konzerten und mehreren öffentlichen Workshops in Tel Aviv, Jerusalem, Frankfurt am Main und Berlin stattgefunden hat. Dabei bilden der deutsch-jüdische Philosoph Walter Benjamin und seine Erinnerungsschrift Berliner Kindheit um neunzehnhundert den gemeinsamen Bezugspunkt aller Werke, dem sich auch das von Klangnetz in Kooperation mit dem Zentrum für Literatur- und Kulturforschung und der Akademie der Künste veranstaltete internationale Symposion „Klang und Musik im Werk Walter Benjamins – Benjamin in der Musik“ gewidmet ist, mit dem das Projekt in Berlin abschließt. Neben den musikalischen und akustischen Elementen in Benjamins Denken, die im Gegensatz zur zentralen Rolle von Sprach- und Denkbildern bislang wenig beachtet worden sind, folgt das Symposion ebenfalls den Anregungen, die die zeitgenössische Musik durch Benjamins Werk und seine Person erhalten hat.
In Jerusalem war Klangnetz mit seinem Konzert Gast des renommierten Israel-Festivals. Die deutsche Erstaufführung der neuen Ensemblewerke von Amit Gilutz, Eres Holz, Yoav Pasovsky, Hever Perelmuter, Gilad Rabinovitch, Sarah Nemtsov, Tom Rojo Poller, Asmus Trautsch und Peng Yin wurden in Frankfurt vom Hessischen Rundfunk aufgezeichnet.
Gespielt wurden die Stücke von Ensemble Adapter unter der Leitung von Manuel Nawri.
Das Projekt wurde vom Hauptstadtkulturfonds, der Stiftung Deutsch-Israelisches Zukunftsforum, der Botschaft des Staates Israel, dem Goethe-Institut und der Christoph-und-Stephan-Kaske-Stiftung gefördert. Die Schirmherrschaft über das Projekt DenkKlänge für Walter Benjamin war der Botschafter des Staates Israel in Deutschland Yoram Ben-Zeev.

## Form
Trällernde Erinnerung für Flöte, Klarinette, Viola, Klavier und Schlagzeug folgt der Idee eines „Entwurzelungsprozesses“. Das Stück besteht aus fünf Teilen (in der Form ABABA), die sich durch ihre wesentlichen Merkmale (Harmonik, Motivik und Rhythmik) voneinander unterscheiden. A ist wesentlich durch eine perkussive, tanzartige Faktur gekennzeichnet, während B wesentlich aus Material für Solo-Flöte und langsamer harmonischer Bewegung im Ensemble besteht. Die Inszenierung der „Entwurzelung“ wird dadurch erreicht, dass allmählich bei jeder Wiederholung eines Teils (A oder B) bestimmte Merkmale des entsprechenden Teils ausfallen bzw. stark variiert werden. Durch das Weglassen bestimmter Merkmale entsteht eine Differenz zwischen dem Aktuellen und dem Vergangenen, die die vertraute Wiedererkennung der Teile in Frage stellt bzw. die Hörer in die Verfremdung führt. Die Oszillation der musikalischen Wahrnehmung zwischen dem Aktuellen und dem Vergangenen suggeriert ein nicht-lineares bzw. ein aktives Hören, das den Prozess des Erinnerns exemplifiziert.